# Святе джерело Пресвятої Діви Марії у c.Заглина

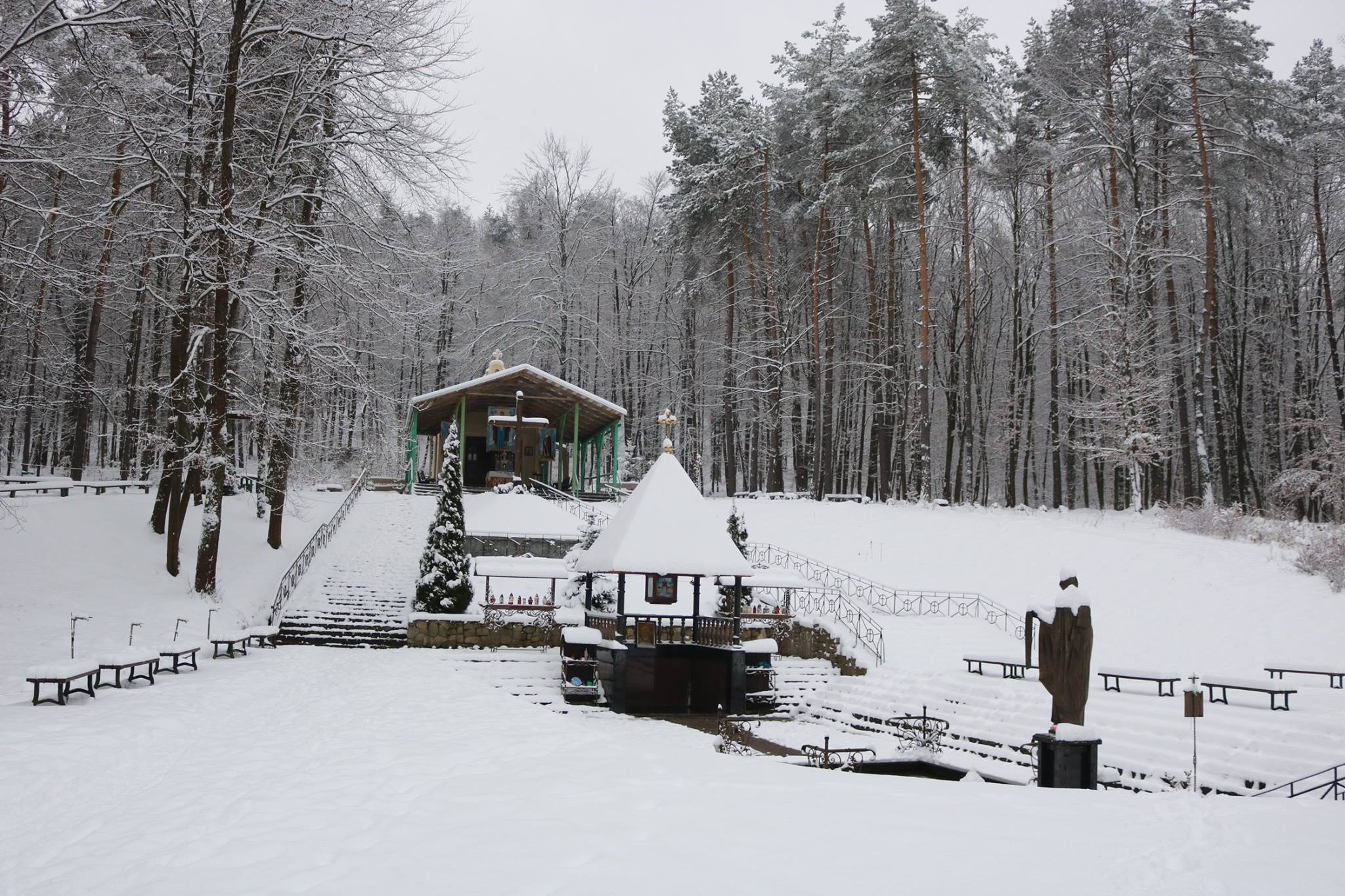

## Історія виникнення джерела
За свідченнями архівних документів, у 15 — 16 століттях тут був монастир отців Василіан. Ченці тут переховувалися від нападів татар.
За переказом, під час одного з нападів, татари зруйнували монастир, і вижити вдалося лише одному монаху]. Він поселився окремо в урочищі Заглини, що неподалік від села Монастирок. Через самотній спосіб життя його прозвали «самцем». Згодом сюди почали тікати люди з навколишніх сіл перед нападами ворогів. Тут вони спільно молилися і просили Господа вберегти їх від небезпеки.

## Легенда
десь у 17 столітті біля села гралися пастушки. Серед них була дівчинка Маруся, якій одного разу під час молитви з`явилася Діва Марія. Маруся розповіла односельчанам і священику про те, що бачила Пречисту Діву і повела їх на місце появи. Але не всі повірили. Були і такі, що сміялися з неї та глузували. Дитина плакала. Але раптом підвела очі вгору і знову побачила свою небесну гостю. Маруся сказали: “Вона тут, я її бачу”. За проханням Богоматері дівчинка підійшла до гори і рукою розгорнула землю. Сталося чудо: з-під землі почало бити джерело.
Через деякий час біля цього джерела отримала оздоровлення і зцілення незряча донька місцевого пана, яку не могли вилікувати найкращі лікарі світу. Тоді пан подарував громаді села Монастирок землю, на якій знаходилось джерело. Люди відмежували подаровану землю викопаним ровом, який зберігся до наших днів. з того часу місцеві жителі назвали джерело “Маруся”.
У 1871 році селяни власними пожертвами збудували каплицю Положення Пояса Пресвятої Богородиці. Того ж року єпископ Перемиський І. Ступницький надав джерелу у Заглиній статус відпустового місця і 13 вересня тут щорічно святкують празник Положення пояса Пречистої Діви Марії. Окрiм великих святкувань 13 вересня, у Заглинi вiдбуваються прощi впродовж року — наприклад, у травнi. А паломники можуть прибути сюди i в будь-який інший час.
Заглина скоро прийматиме численних паломникiв: тут планується спорудження монастиря. А поки що на мiсцi явлення встановлено статую Дiви, яка пильним i спокiйним поглядом вдивляється в очi кожного прибулого, наче заспокоюючи i закликаючи до покаяння.
У руках Матерi Божої — пояс. Саме свято Положення пояса Святої Дiви Марiї — мiсцевий храмовий празник. Iсторiя його сягає ще Х столiття. Тодi дружина iмператора Льва Фiлософа важко нездужала. З вiщого сну дiзналася, що коли обв’яжеться поясом Пречистої — зцiлиться. Попри бiльш нiж поважний вiк (10 столiть), пояс був неушкодженим. I справдi, як тiльки iмператриця пов’язала його — одужала. Це сталося 13 вересня. Вiдтодi Церква встановила свято Положення пояса Марiї.
У 2006 роцi бiля пiднiжжя статуї вмонтовано капсулу з голгофською землею, привезеною прочанином iз Єрусалима. На мiсцi джерела споруджено капличку та басейн-купiль, посерединi якого – Хрест. Його треба тричi обiйти у святiй джерельнiй водi з вiрою в серцi. Деякi прочани, шукаючи зцiлення вiд найважчих недуг, зустрiчають у Заглинi 12 свiтанкiв.
Очищується в Заглинi не лише тiло, а й душа, і з благословення Пречистої може статися велике диво. Таке вже траплялося не раз! Наприклад, у 1968 роцi на ноги пiднявся iнвалiд дитинства і зміг пересувається без сторонньої допомоги. У 90-х вiд лейкемiї видужала дiвчинка. Дружина священника у 1998-му позбулась хвороби печінки. 2005 року мешканка села Яцкiв отримала зцiлення пальцiв, якi вже збиралась ампутувати. Усi цi та iншi випадки — дива Пречистої. Вони продовжують вiдбуватися.

## Опис
Святе Джерело Пресвятої Діви Марії знаходиться на межі 4-ох парафій - православна і 3-ох католицьких (охоплюють села Монастирок, Середкевичі, Старе Село, Потелич). Біля джерела збудовано каплицю, де регулярно проводяться богослужіння. Навколо джерела облаштовано територію для паломників: місця для молитви, зручний підхід до води, а також купелі для охочих зануритися. Слід зазначити, що вода джерела у будь-яку пору року одинаково холодна, крижана (температура води не перевищує двох градусів вище нуля навіть улітку). Воду зі Святого джерела також неможливо ні випити, ні вичерпати, бо століттями воно б'є і не міліє.